# Albert Heilmann
Albert Max Heilmann (* 6. Juni 1886 in München; † 20. Dezember 1949 in Berlin-Wilmersdorf) war ein deutscher Bauunternehmer, der in München und in Berlin tätig war. 

## Leben
Albert Heilmann wurde als fünftes von acht Kindern des Architekten und Bauunternehmers Jakob Heilmann und seiner zweiten Ehefrau Josefine, geborene Hierl (1860–1926), geboren.
Von 1909 bis 1929 leitete Albert Heilmann als Juniorchef das Bauunternehmen seines Vaters, die Heilmann & Littmann Bau-GmbH. Später übernahm er den Vorsitz im Aufsichtsrat des mittlerweile in eine Aktiengesellschaft umgewandelten Unternehmens.
Das Europahaus in Berlin, in dem sich heute das Bundesministerium für wirtschaftliche Zusammenarbeit und Entwicklung befindet, wurde von ihm in Zusammenarbeit mit dem Berliner Immobilienunternehmer Heinrich Mendelssohn erbaut.

## Familie
Albert Heilmann war verheiratet mit Franziska Anna Marie-Louise „Mary“ (1896–1961), Tochter des Malers Franz von Stuck aus einer Liebesbeziehung mit Anna Maria Brandmaier (1875–1944). Mary wurde 1904 von ihrem Vater Franz von Stuck und dessen Ehefrau Anna Maria, verw. Lindpaintner (Eheschließung am 15. März 1897), adoptiert. Aus der Ehe von Albert Heilmann mit Mary Stuck stammen die Kinder Hilde (1918–1983), Otto (1919–1971), Albert Franz (1921–1981) und Erich (1923–1945).

## Schriften
- Das Europa-Haus in Berlin. Ein neuzeitlicher Grossbau. Seine Entstehungsgeschichte vom ersten Spatenstich bis zur Vollendung. Ascher, Berlin 1931, DNB 361479239.